# José de Almeida
José de Almeida, född 4 oktober 1904, död 20 februari 1988, var en friidrottare från Brasilien. Han deltog vid olympiska sommarspelen 1932 och olympiska sommarspelen 1936.